# Olga Alexandrovna da Rússia
Olga Alexandrovna da Rússia (em russo: Óльга Алекса́ндровна Романова; Peterhof, 13 de junho de 1882 – Toronto, 24 de novembro de 1960), foi a filha mais nova do czar Alexandre III da Rússia e da czarina Maria Feodorovna, e irmã do czar Nicolau II.
Criada no Palácio de Gatchina nos arredores de São Petersburgo, a jovem grã-duquesa era mais chegada a seu irmão “Misha”, o grão-duque Miguel Aleksandrovich. A grã-duquesa era uma talentosa pintora e criou mais de 2000 quadros.

## Infância e família
Nascida no Palácio de Peterhof, Olga era a filha mais nova de Alexandre III e a única a nascer durante o seu reinado. A sua mãe, seguindo o conselho da sua irmã, a futura rainha Alexandra do Reino Unido, decidiu contratar uma governanta inglesa e, então, Elizabeth Franklin chegou à Rússia. Sobre ela, Olga disse mais tarde:
A Nana foi a minha protectora e conselheira durante a infância e a minha leal companheira nos anos que se seguiram. Não faço ideia do que teria feito sem ela. Tudo o que ela fez por mim permitiu-me sobreviver durante o caos dos anos de revolução. Ela era eficaz, corajosa e perspicaz; ela estava lá para ser a minha ama, mas a sua influência chegou até aos meus irmãos e irmã.
A grã-duquesa foi criada longe do perigo de São Petersburgo, no Palácio de Gatchina e sempre se referiu aos seus tempos de infância como os melhores da sua vida. Contudo, Olga Alexandrovna e os seus irmãos não estavam habituados a um estilo de vida demasiado sumptuoso durante os seus anos de infância e juventude, uma vez que os seus pais, governantas e tutores lhes exigiam disciplina e rigidez.

Olga disse sobre Gatchina:
Como nos divertimos lá! A Galeria Chinesa era perfeita para jogar às escondidas! Bastava encolher-nos atrás de um vaso chinês enorme qualquer. Havia tantos, alguns que tinham o dobro do nosso tamanho. Suponho que valiam imenso, mas não me lembro de algum de nós alguma vez os estragar.
A avó paterna das crianças, Maria de Hesse e Reno, tinha introduzido os costumes ingleses na corte russa. Olga comentou:
Crescemos todos com uma dieta rigorosa. Para o lanche tínhamos geleia para o pão e manteiga e bolachas ingleses – bolo era servido muito raramente. Gostávamos da forma como a nossa papa-de-aveia era cozinhada – a Nana deve-os ter ensinado a fazê-la. O nosso jantar de marca parecia ser bife com ervilhas e batatas assadas, ou então costeletas, mas nem a Nana me conseguiu fazer gostar delas, particularmente quando estavam demasiado assadas!
Havia pequeno-almoço, almoço, lanche, jantar e ceia – todos servidos de acordo com as normas rigorosas do palácio e algumas nem sequer tinham mudado desde os tempos de Catarina, a Grande, como os pequenos bolos de manteiga suecos que eram servidos todas as noites durante a ceia. Eram do mesmo tipo daqueles servidos em 1788.

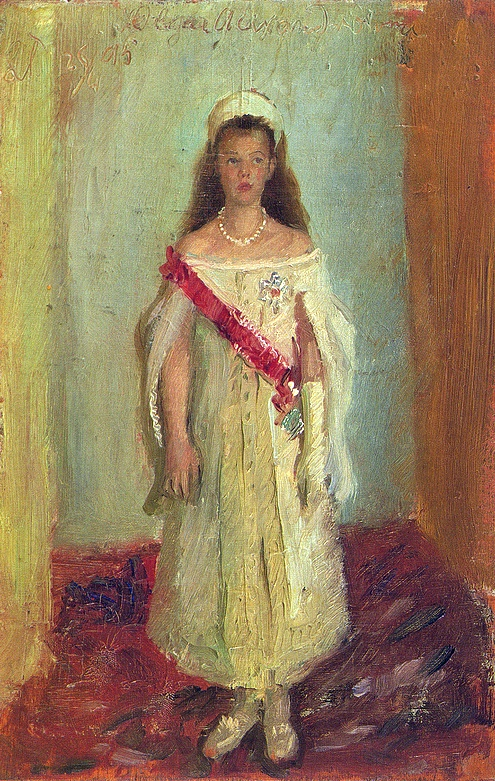
Grã-duquesa Olga Alexandrovna durante a infância

O sistema educacional pelo qual a grã-duquesa e os seus irmãos foram educados era de grande exigência. Os tutores imperiais ensinavam as disciplinas principais como russo, Literatura, Matemática, História e Línguas com grande profundidade. Embora todos os irmãos tivessem as suas aulas na mesma sala, a “sala das crianças”, o irmão mais velho de Olga, Nicolau, estava a ser ensinado a um nível superior. Nicolau estava a aprender outras disciplinas e matérias que lhe seriam mais úteis como futuro czar. As actividades físicas como as equestres também eram ensinadas desde cedo, o que, com o tempo, tornou os jovens Romanov cavaleiros experientes.
A jovem grã-duquesa passava as férias em Olgino, uma propriedade na província de Voronezh no Sudoeste da Rússia. Aí ela praticava e exemplificava a sua fé, a Igreja Ortodoxa Russa, criando ícones religiosos e abençoando os habitantes e edifícios da aldeia. Foi aí que ela pintou e desenhou muitos dos seus trabalhos originais que, mais tarde, vendeu aos seus amigos e vizinhos em Ontário, Canadá. Outras das actividades preferidas em Oligno eram cavalgar, montar e nadar. A grã-duquesa tinha uma forte relação com os habitantes da aldeia, mas essa relação foi-se tornando mais amarga à medida que aumentavam os descontentamentos que levaram à Revolução Russa.
A grã-duquesa foi descrita como sendo muito simples e indiferente a pedras preciosas e jóias caras que continuam a ser considerados uma imagem de marca dos Romanov. Mesmo assim, durante a sua vida, a mais jovem irmã do czar acumulou uma colecção de pedras preciosas de valor inestimável que foi, na sua maioria confiscada pelos revolucionários russos.

Em finais de 1888, Olga deixou Gatchina pela primeira vez quando toda a família imperial foi visitar o Cáucaso. No dia 29 de outubro o longo comboio imperial estava a viajar a grande velocidade para Kharkov na Ucrânia. Um dos passageiros recordou o que aconteceu:
Por volta da uma da tarde o comboio estava a aproximar-se da cidade de Borki. O imperador, a imperatriz e quatro dos seus filhos estavam a almoçar no vagão-restaurante. Estavam a trazer o pudim quando o comboio começou a estremecer violentamente depois novamente para que todos caíssem ao chão. Dentro de um segundo ou dois, o vagão-restaurante estava revirado com o pesado tecto de ferro cravado a apenas alguns centímetros das cabeças dos passageiros. A explosão tinha separado as rodas e o chão do resto do vagão. O imperador foi o primeiro a rastejar de debaixo do tecto. Depois disso, segurou-o alto o suficiente para a sua mulher, filhos e outros passageiros pudessem sair em segurança. Foi um esforço verdadeiramente herculeano da parte do Alexandre e, apesar de ninguém se ter apercebido disso na altura, custou-lhe a sua saúde.

### Relação com o pai

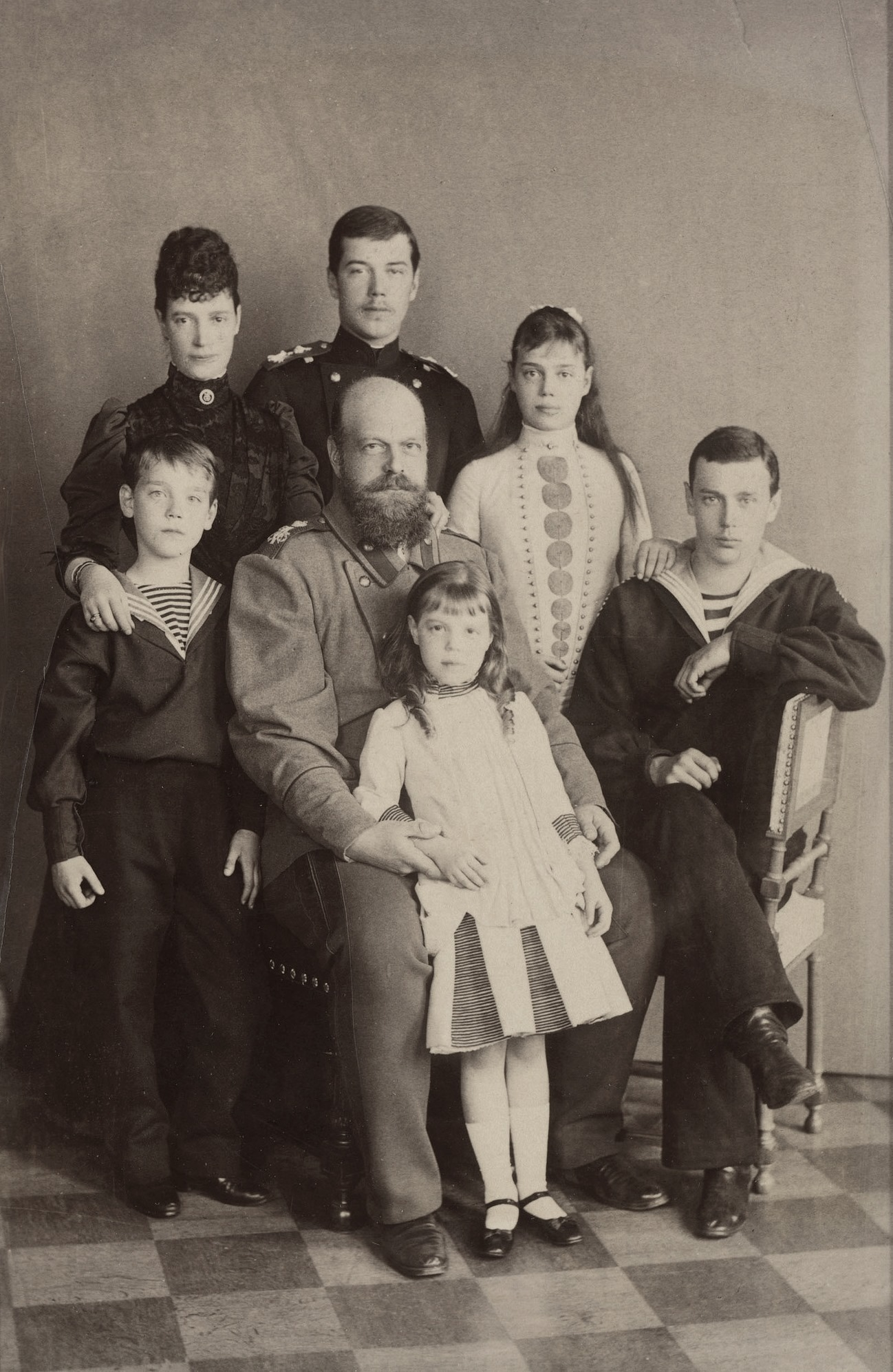
Grã-duquesa Olga Alexandrovna (junto ao pai Alexandre III) com os pais e irmãos

A sua infância foi muito feliz. O seu pai, Alexandre III, apoiava-se muito nela e no seu irmão Miguel Aleksandrovich que eram os mais novos dos cinco filhos e os que passavam mais tempo em casa devido às suas idades. Eles costumavam dar grandes passeios nas florestas que rodeavam o Palácio de Gatchina durante os quais Alexandre ensinou Olga e Miguel a fazer fogueiras de campo e a escolher cogumelos. Estas caminhadas davam a Alexandre uma rara pausa das suas responsabilidades como czar da Rússia e criaram uma ligação especial entre os três. Os dois irmãos guardaram boas recordações destes passeios que ambos preservaram durante as suas vidas e Olga sempre se referiu a estes momentos como os mais felizes da sua vida.

Sobre o pai disse:
O meu pai era tudo para mim. Mesmo quando estava imerso no seu trabalho, ele tirava sempre meia-hora do dia para estar connosco. Quando cresci, os meus privilégios aumentaram. Lembro-me do primeiro dia em que ele me deixou colocar o selo imperial num dos muitos envelopes que se espalhavam pela secretária dele. Era um selo pesado de ouro e cristal, mas senti-me muito orgulhosa e feliz nessa manhã. Eu ficava espantada com a quantidade de trabalho que o meu pai tinha todos os dias. Penso que um czar era o homem que mais trabalhava na Terra. Para além das audiências e funções de estado, todos os dias ele tinha de analisar montanhas de editoriais, decretos de lei e relatórios que, depois, tinha de assinar. Muitas vezes o meu pai escrevia os seus comentários furiosos nas margens dos documentos: “Idiotas! Lerdos! Que besta que ele é!…” Uma vez ele mostrou-me um álbum velho cheio de projectos de uma cidade imaginária chamada Mopsopolis, habitada por cães. Ele mostrou-me isto em segredo e eu fiquei encantada por ele ter partilhado o seu segredo de infância comigo.
O meu pai tinha a força de Hércules, mas nunca a mostrou quando outras pessoas estavam presentes. Ele costumava dizer-nos que conseguia dobrar ferraduras e pratos com bastante facilidade, mas não se atrevia a fazê-lo porque a nossa mãe ficaria furiosa. No entanto, uma vez quando estávamos no escritório ele dobrou um limpador de cinzas feito de ferro e depois voltou a endireitá-lo. Lembro-me de que, enquanto o fazia, manteve os olhos sempre presos na porta de entrada para o caso de alguém entrar!

### Morte do pai e relação com a mãe

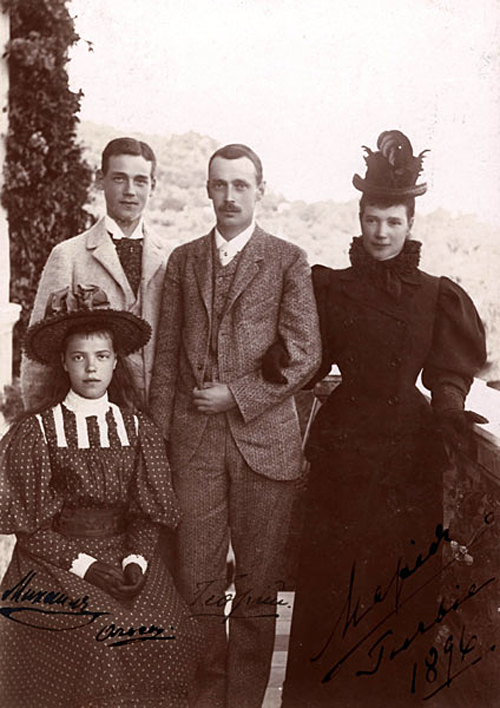
A família Romanov

Alexandre III morreu quando Olga tinha apenas 12 anos. Ela ainda era uma criança e sofreu muito com a perda do pai. Assim que recuperou da morte prematura do marido, Maria Feodorovna viu-se num dilema para encontrar uma forma de compensar a falta de um pai durante as adolescências de Olga e Miguel. Naturalmente virou-se para o seu filho mais velho, o novo czar, para que fosse ele a assumir esse papel. Afinal agora era ele o “chefe” da família Romanov. Talvez Nicolau tivesse feito o melhor que podia, mas ele tinha as suas próprias preocupações e responsabilidade com o seu novo cargo, mulher e filha. Mesmo que tivesse tempo, não haveria hipótese de que Olga e Miguel vissem o seu irmão mais velho como um substituto para o seu pai. Ele e Nicolau eram completamente diferentes em aspecto, humor e personalidade.
Maria era, até certo ponto, uma mãe fria e distante. Ela sabia-o e isso incomodava-a. A sua falta de afecto não significava que não gostava dos filhos, muito pelo contrário: era uma questão de prioridades. O mais importante para Maria era cuidar do seu marido, a seguir era o seu papel como Imperatriz da Rússia e o resto da família apenas vinha depois disso. Isto devia-se ao facto de Maria se sentir um tanto desconfortável junto dos seus filhos. Ela achava difícil falar com eles e mantinha-os segregados no seguimento da vida que tinha escolhido para eles. Maria via os seus filhos todos os dias, mas, ao contrário da sua nora Alexandra, nunca teve lutas de almofadas com eles. O “habitat natural” dela era o mundo da aristocracia de São Petersburgo onde havia danças, entretenimento e conversas inteligentes. A czarina brilhava na sociedade, movendo-se entre os seus círculos com uma facilidade inigualável. Apesar de ser baixa, ela movia-se de forma a que ninguém duvidasse da sua força e perseverança. Ela era uma mulher forte e até rígida. Maria estava habituada a ter tudo feito à sua maneira. Após a morte do marido, isso tornou-se mais evidente, uma vez que ninguém podia (ou se atrevia) a contrariar os seus desejos. Os criados achavam-na dura e difícil de servir.
Maria gostava de ter Olga ao pé de si e tratava-a cada vez mais como uma criada à medida que ela ia crescendo, ao mesmo tempo que esperava o amor e devoção de uma filha. Era natural que Olga, uma adolescente a crescer, preferisse a companhia da sua governanta, do cão e dos tutores à da sua mãe. Isto magoava Maria, mas encaixava-se com a sua inclinação de ter outras pessoas a educar os seus filhos.

## Adolescência e juventude

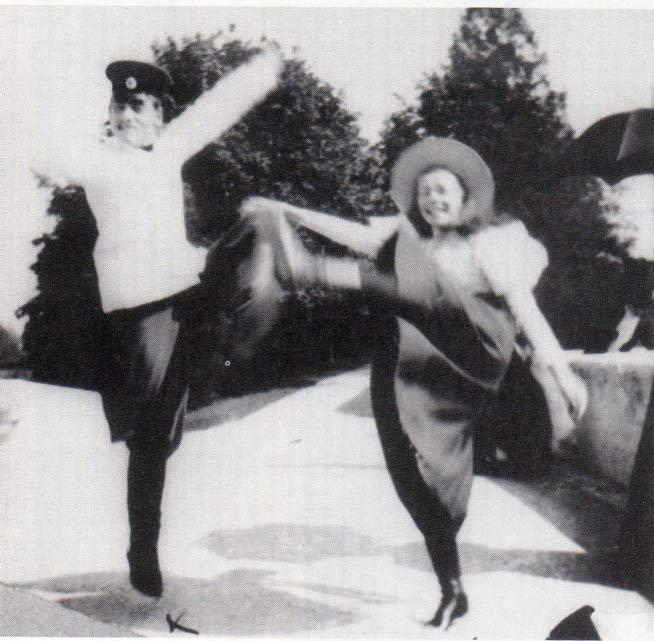
Olga com o irmão Miguel em 1899

A grã-duquesa começou a pintar muito cedo, mas foi apenas durante os seus últimos anos de adolescência que o seu talento começou a prosperar. Ela também tinha um lado benevolente, fundando programas de caridade na aldeia de Olgino que funcionavam junto à propriedade dos pais e ajudou a melhorar as opções básicas de medicina e educação dos habitantes locais. Ela também contribuía ou era dona de muitas organizações e estabelecimentos de caridade desde muito nova. Ela contribuía, maioritariamente, para orfanatos, casas da misericórdia e escolas para moças. Ela deu uma ajuda considerável aos artistas pobres, mas talentosos e alguns tornaram-se famosos graças a si.

O seu benefício na aldeia rural de Olgino inspirou muitas fundações que começaram os seus trabalhos de caridade por todo o Império Russo. Chegou mesmo a haver uma ocasião em que Olga substituiu a professora da escola de Olgino com dinheiro do seu próprio bolso, fundou e visitou o hospital nacional da aldeia e continuou a dar consideráveis contribuições às famílias mais pobres das regiões que cercavam a sua aldeia de férias. No hospital, ela aprendeu a dar tratamento médico e a tratar de doentes locais. Através do seu treino na medicina, conseguiu tornar-se enfermeira, capacidade que lhe seria muito útil mais tarde. A grã-duquesa continuou o seu apoio à Igreja Ortodoxa Russa e aos serviços religiosos realizados em Olgino. Mesmo quando estava de férias, Olga queria continuar a ter as suas lições diárias que eram, normalmente, completadas com aulas de desenho e pintura.
"Mesmo durante as minhas lições de geografia e aritmética, o professor deixava-me ficar sentada com o pincel na mão. Conseguia prestar muita mais atenção quando estava a desenhar flores selvagens num canto."
Durante a sua vida, Olga criou uma vasta colecção de arte do seu tempo na Rússia, Dinamarca e, mais tarde, Canadá, que, com o tempo, chegou a reunir de 2000 exemplares. Na Rússia e na Dinamarca preferia desenhar coisas relacionadas com a natureza como flores e paisagens. A grã-duquesa também descobriu que os seus quadros podiam ser uma boa fonte de rendimento e começou a vendê-los em Copenhaga, na Dinamarca. Olga também elogiava a paisagem da sua pequena vila no Canadá numa série de cartas que enviou para a sua amiga dinamarquesa, Alexandra Iskra:
Tudo era maravilhoso, tudo cheirava muito bem. Na floresta cheirava mesmo como a Rússia com as bétulas e outros tipos de arvores a florescer. Depois, quando estávamos a passear de carro pelas casas e jardins de alguns amigos, vimo-los e depois saímos do carro. Que lindo jardim que temos! Lírios do vale, lilás e todos os tipos de cheiros de plantas no ar. Caminhamos pelos jardins que rodeiam a casa e do outro lado vimos uma ravina funda toda coberta de plantas. Conseguimos ver a paisagem até muito longe.

## Casamento e vida em Tzarskoe Selo

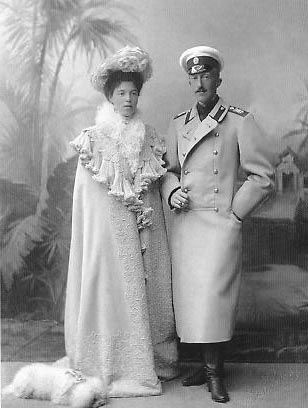
Grã-duquesa Olga Alexandrovna com o marido em 1901

Olga conhecia os Oldenburg, uma das famílias aristocráticas mais ricas da Rússia, há muitos anos. Eles tinham um filho, Pedro que era um atraente oficial. Pedro era bonito, sofisticado e homossexual. Para o espanto de muitas pessoas, um dia ele pediu a Maria Feodorovna a mão da sua filha Olga em casamento. A razão pela qual Maria aceitou é desconhecida. Talvez quisesse manter Olga por perto e era melhor casar com um homossexual do que com um estrangeiro que a levaria para longe. Na carta que escreveu ao filho mais velho, Nicolau, a contar a novidade, Maria escreveu:
Tenho a certeza que não vais acreditar no que acabou de acontecer. A Olga está noiva do Petya e ambos estão muito felizes. Eu consenti, mas foi tudo feito tão rapidamente e inesperadamente que ainda não consegui acreditar. Mas o Petya é simpático, eu gosto dele e, se Deus quiser, eles serão muito felizes.
Depois assinou a carta com 
A tua agitada, Mamã.
Nicolau respondeu à carta da mãe ainda mais incrédulo:
Não posso acreditar que a Olga esteja realmente noiva do Petya. Provavelmente estavam os dois bêbados ontem e hoje não se lembram do que disseram um ao outro. O que pensa o Misha disto? E como ficou a governanta? Nós os dois (Nicolau e Alexandra) rimo-nos tanto a ler a tua carta que ainda não conseguimos recuperar. O Petya acabou de entrar de rompante e contou-nos tudo. Agora temos mesmo de acreditar. Mas vamos acreditar que tudo corre bem. Tenho a certeza que vão ser felizes, mas parece-me tudo muito precipitado

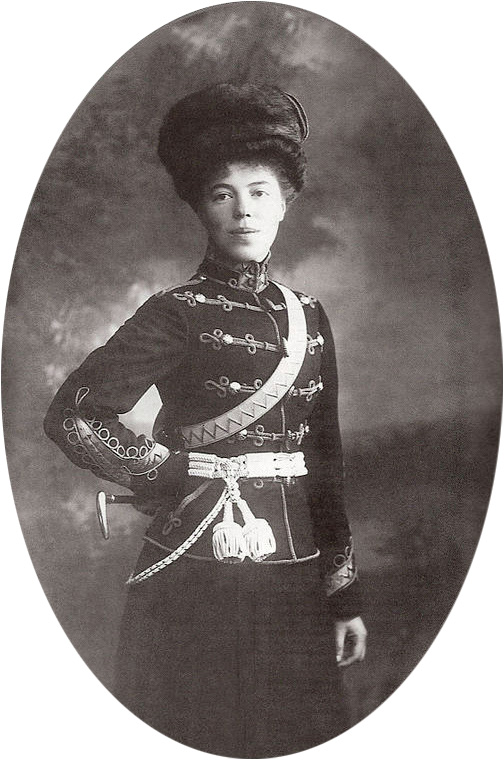
Grã-duquesa Olga Alexandrovna com o uniforme do seu regimento

Olga era completamente ingénua em relação a assuntos sexuais e provavelmente não fazia ideia do que era um homossexual. Ela não tinha razões para se opor à proposta. Afinal significava que ela finalmente poderia abandonar a casa da mãe e ter a sua própria vida com o marido a seu lado. Então casou-se com o príncipe Pedro Oldenburg numa bonita cerimónia recheada com o brilho Romanov que se realizou no dia 9 de agosto de 1901, quando Olga tinha 19 anos. As prendas que receberam foram magníficas. O seu novo marido cobriu-a de pedras preciosas e roupas caras e o casal mudou-se para um complexo de palácios em Tsarskoye Selo, perto do Palácio de Alexandre onde vivia o irmão mais velho de Olga, Nicolau, com a sua família. Para comemorar o seu casamento, o irmão de Olga deu-lhe o seu próprio regimento de soldados.
O marido de Olga era submisso e atencioso em público, mas reservado e distante em privado. O casamento nunca foi consumado. Estando perto do palácio do seu irmão e sendo muitas vezes ignorada pelo seu marido que passava a maior parte do tempo com os seus amigos, Olga tornou-se uma visita regular no Palácio de Alexandre e desenvolveu uma ligação com Nicolau muito mais próxima do que quando era uma criança. Também se tornou amiga da sua esposa Alexandra de quem gostava muito.
Em 1903, ela conheceu o coronel Nikolai Alexandrovich Kulikovsky através do seu adorado irmão Miguel, durante uma inspecção militar em Pavlovsk. Pouco tempo depois começou um romance entre o coronel e a grã-duquesa. Nesse mesmo ano, com 22 anos, ela enfrentou o seu marido e pediu-lhe o divórcio imediato. O seu irmão, o czar Nicolau II, acreditou que a relação de Olga com Kulikovsky não passava de um romance passageiro e aceitou ceder o divórcio no prazo de sete anos. Contudo, Oldenberg contratou o coronel como seu ajudante e permitiu-lhe viver na mesma casa da grã-duquesa. Para aqueles que sabiam, a relação de Olga com Kulikovsky era mantida em segredo, especialmente para os patriarcas da família Romanov. Contudo, muitos membros influentes da família souberam da relação e não fizeram nada para mostrar a sua desaprovação.

### Relação com as sobrinhas

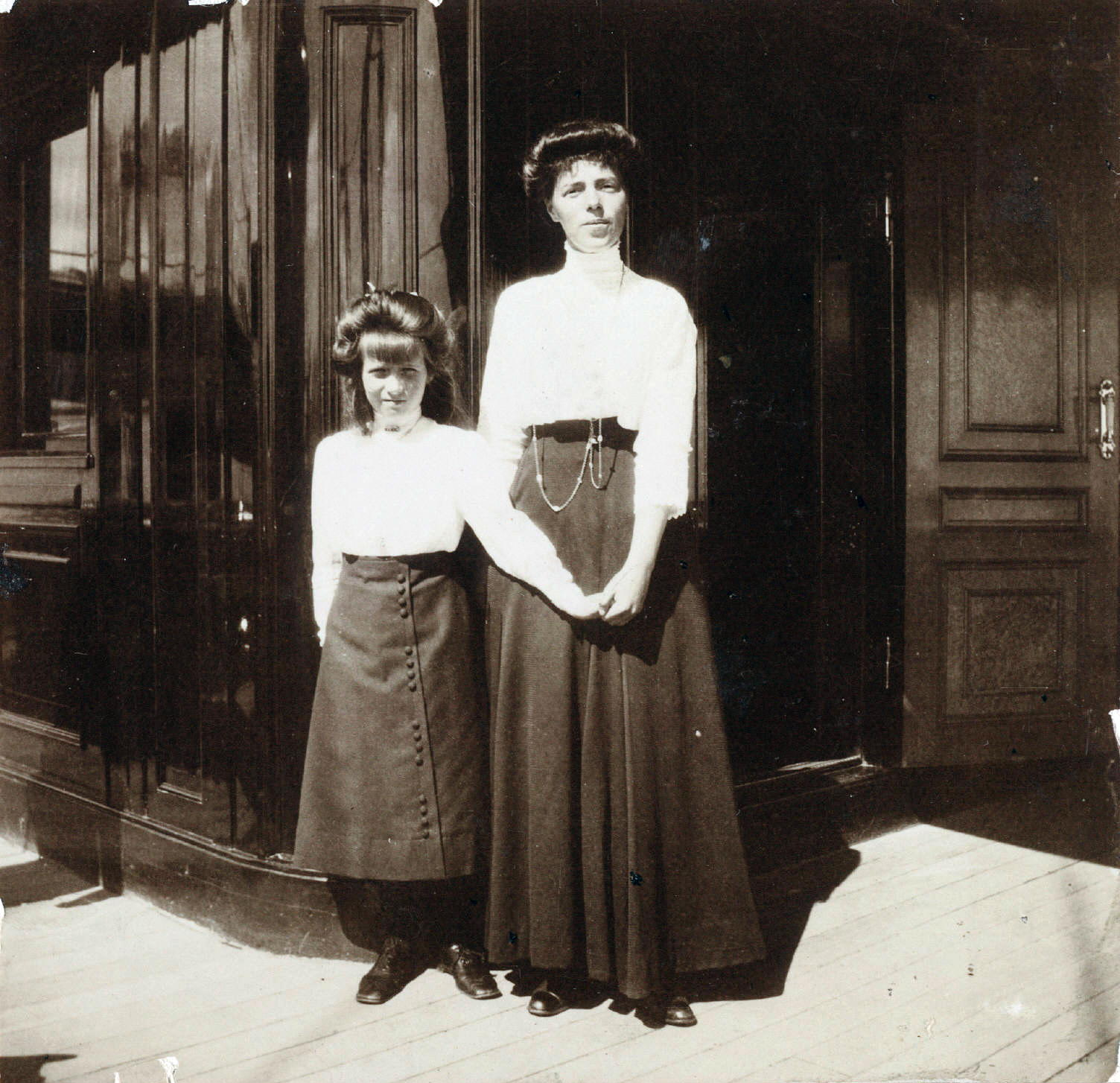
Grã-duquesa Olga Alexandrovna com a sobrinha Anastásia

Vivendo em Tsarskoye Selo, Olga tornou-se também muito próxima das suas sobrinhas e sobrinho, as filhas e filho do seu irmão Nicolau. Ela criou uma ligação especialmente com a sua sobrinha mais nova, Anastásia, a quem chamava Shvibzik.
Olga viu as suas sobrinhas crescer desde bebés até jovens mulheres e, ao observar as suas vidas e rotinas no Palácio de Alexandre, viu muitas das mesmas tendências que a tinham deixado tão pouco preparada para a vida real. Ela preocupava-se com o futuro das grã-duquesas e do efeito que o clima sufocante da ala das crianças. Elas não tinham ninguém que as preparasse para a sociedade, uma vez que fora a mãe que as criara virtualmente sozinha. Como Alexandra se refugiava da sociedade, repelindo festas e bailes, Olga sentiu que era a única que poderia ter essa função.
Com o objectivo de alargar o círculo de amigos das grã-duquesas e introduzi-las gradualmente no mundo real, Olga costumava levá-las todos os sábados de Tsarskoye Selo até São Petersburgo de comboio. Aí elas iam até ao palácio da avó onde se organizavam festas especiais para elas, com danças e outras pessoas jovens para elas conhecerem. Olga fazia isto com muito cuidado, sem alarmar os seus pais demasiado protectores. Ela era a única pessoa em quem Nicolau e Alexandra confiavam as suas filhas.
Com o rebentar da Primeira Guerra Mundial, as festas acabaram.

## Primeira Guerra Mundial
Durante a guerra, o amante de Olga, Kulikovsky, foi nomeado para comandar o regimento de Akhtyrsky na linha da frente do Sudoeste da Rússia. Com o conhecimento prévio  em medicina aprendido em Olgino, Olga começou a trabalhar como enfermeira no seu próprio regimento em Proskurov. Ao mesmo tempo as tensões internacionais na Rússia começaram a acumular-se à medida que os revolucionários ganhavam força. Durante o primeiro ano da guerra, a grã-duquesa esteve num local fortemente bombardeado por austríacos. Era raro as enfermeiras trabalharem tão perto da linha de fogo e, por isso, Olga recebeu a Ordem de São Jorge pelas suas acções heroicas.
Em 1916, o czar Nicolau II anulou oficialmente o casamento entre Olga e Pedro Oldenburg, permitindo-lhe casar-se com o coronel Nikolai Alexandrovich Kulikovsky no dia 14 de novembro de 1916 na Igreja de São Nicolau em Kiev. Entre os que participaram no casamento estavam a sua mãe Maria Feodorovna, o cunhado Alexandre (marido da sua irmã mais velha Xenia Alexandrovna, alguns oficiais do regimento de Kulikovsky e colegas enfermeiras do hospital de Kiev fundado pela grã-duquesa.

## Revolução

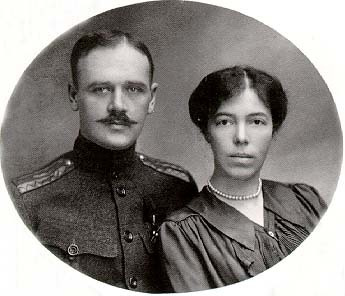
Olga com o segundo marido Nikolai

Depois da revolução que depôs o seu irmão Nicolau II no início de 1917, muitos dos membros da família Romanov foram presos e mantidos nas suas casas. Isto aconteceu com a família do irmão, primeiro no Palácio de Alexandre em Tsarskoye Selo. Maria Feodorovna, a grã-duquesa Xenia e a grã-duquesa Olga conseguiram fugir para a Crimeia onde viveram durante algum tempo antes de também serem presas numa das suas casas.
No dia 12 de agosto de 1917, Olga deu à luz o seu primeiro filho, Tikhon Nikolevich Kulkovsky que nasceu em prisão domiciliária durante o domínio do governo provisório na Rússia. Olga deu-lhe o nome do santo padroeiro de Oliginio, Tikhon de Zadonsk. Apesar de ser neto de um czar e sobrinho de outro, como o seu pai fazia parte do povo, o bebé não recebeu nenhum título e usou o apelido Kulikovsky com orgulho durante toda a sua vida, assim como o seu irmão mais novo guri. Devido aos problemas de comunicação que a Rússia começou a sofrer e a censura oficial impelida aos Romanov, sabia-se pouco sobre o destino de Nicolau e da sua família.
Enquanto estava na Crimeia, a família da grã-duquesa tinha sido condenada à morte pelos conselhos revolucionários de Sevastopol e Yalta. Durante a confusão política entre as duas facções, o Poder Central da Alemanha avançou na Crimeia, mas quando chegaram em novembro de 1918, os soldados souberam da derrota do seu país na guerra. Pouco depois da breve ocupação alemã, o Exército Branco de soldados leais ao czar, restaurou temporariamente a segurança na área, dando tempo à grã-duquesa e à família para fugir para o estrangeiro. O rei Jorge V do Reino Unido enviou um navio de guerra britânico para retirar a sua tia, Maria Feodorovna, as suas primas e outros membros da família Romanov da instável Crimeia. Foi feito um acordo entre a antiga imperatriz e o rei Jorge V para permitir a evacuação de um grande número de cidadãos russos nesse navio. O bloqueio de comunicações que a família tinha sofrido na Crimeia levantou-se relativamente pelos marinheiros britânicos a bordo. Foi dada a notícia do assassinato confirmado de Nicolau II e das supostas mortes da restante família. O destino do irmão e companheiro de infância de Olga, “Misha”, grão-duque Miguel Alexandrovich da Rússia, aquele que quase se tornou czar da Rússia, também era incerto. Na altura não se sabia que ele tinha sido assassinado pela Checa em Perm, nos montes Urais no dia 12 de junho de 1918 para garantir que não sobravam descendentes Romanov para subir ao trono.

## Vida no exílio

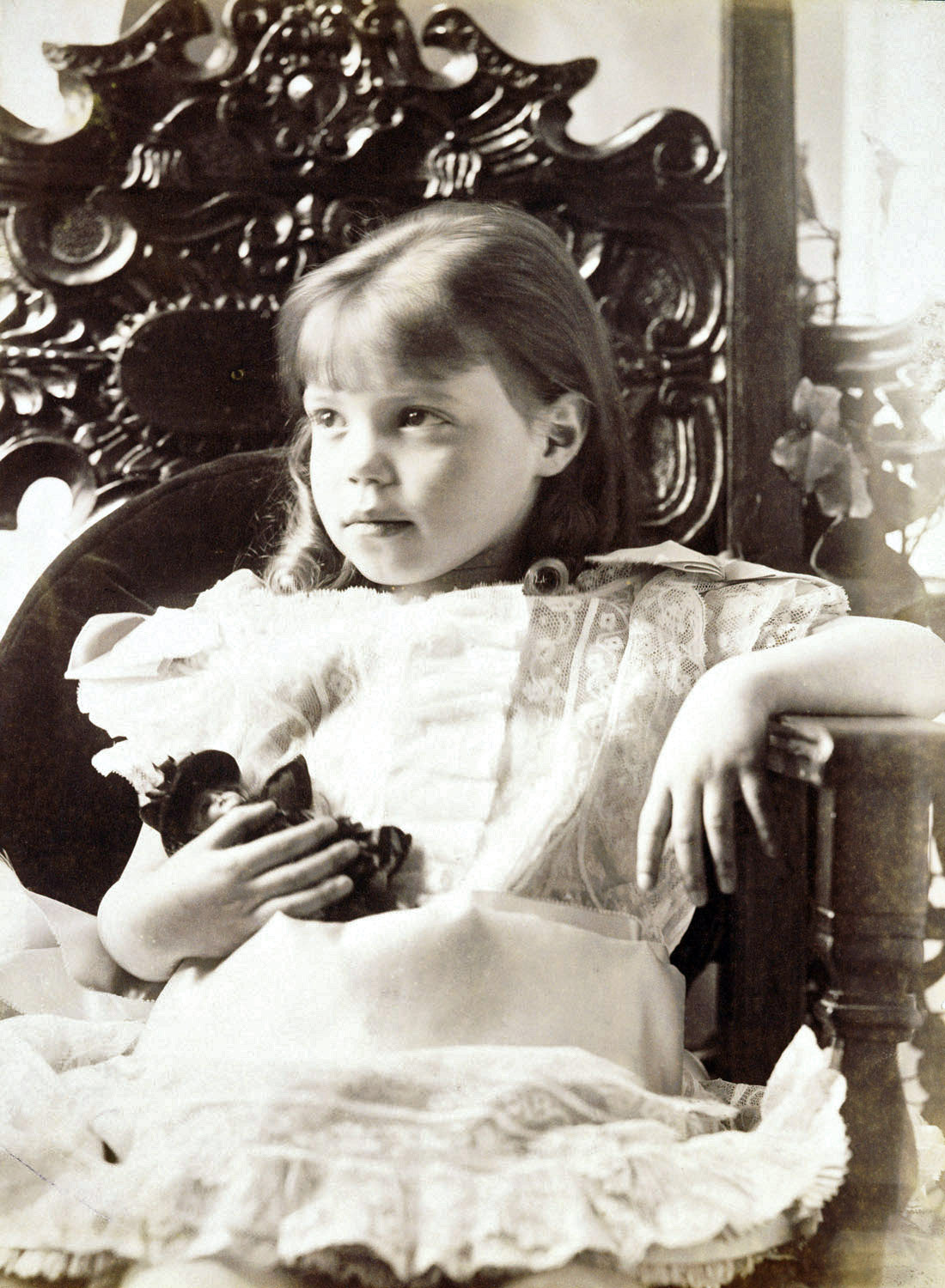
Grã-duquesa Olga Alexandrovna quando criança.

A grã-duquesa Olga e o marido recusaram-se a abandonar a Rússia ao mesmo tempo que a restante família. Os dois decidiram ir para a região de Kuban, na altura ainda livre de bolcheviques e viveram na cidade de Novominskaya, a cidade natal do guarda-costas de Maria Feodorovna. Na primavera de 1919, nasceu o segundo filho do casal, Guri Nikolaevich, numa quinta alugada. O segundo filho do casal recebeu o nome de um grande amigo de Olga durante a Primeira Guerra Mundial, Gury Panayevich, um grande herói de batalha que tinha morrido em 1914 a defender o seu regimento. Pouco depois do nascimento do segundo filho, os círculos internos do Exército Branco abordaram a grã-duquesa com propostas para se declarar oficialmente como imperatriz da Rússia. Olga recusou diplomaticamente a oferta. Sendo a última herdeira legitima ao trono russo, Olga tornou-se num alvo para o Exército Vermelho.
A família começou então aquela que seria a sua última viagem pela Rússia. Fugiram para Rostov-on-Don, refugiado-se na residência do cônsul dinamarquês, Thomas Nikolaevich Schtte, que os informou sobre a chegada segura de Maria Feodorovna à Dinamarca. Depois de uma breve estadia, a família foi para a ilha de Büyükada no estreito dos Dardanelos perto de Istambul, Turquia. Depois foram para Belgrado onde Olga foi visitada pelo regente Alexandre Karageorgevich que mais tarde seria o rei Alexandre I da Iugoslávia. O regente recomendou que a grã-duquesa e a família vivessem permanentemente num dos estados reais do antigo Império Austro-Húngaro, mas a sua mãe pediu-lhe para se juntar a ela na Dinamarca. A grã-duquesa aceitou imediatamente e a família mudou-se novamente para a Dinamarca. A czrina Maria Feodorovna morreu no seu país natal no dia 13 de outubro de 1928, 9 anos depois.
Com a morte da sua mãe, a casa de Hvidore foi vendida e Olga conseguiu comprar a quinta Knudsminde, a alguns quilómetros de Copenhaga com a sua parte da herança. A sua quinta tornou-se no centro dos monarquistas russos exilados na Dinamarca e um local de passagem de muitos emigrantes russos. Ela manteve sempre o contacto com soldados e oficiais do seu regimento, com a família imperial e com os seus primos da família real dinamarquesa. Ela começou a vender os seus próprios quadros que estiveram em exposição em Copenhaga, Londres, Paris e Berlim. Uma parte do rendimento que a grã-duquesa fazia com a pintura ia para várias instituições de caridade russas.

## Anna Anderson
Em 1920, uma mulher polaca que ficou conhecida por Anna Anderson, afirmou ser a sobrinha mais nova de Olga, Anastásia. A grã-duquesa visitou-a, o que enfureceu a sua mãe, mas não ficou convencida.

Na biografia autorizada de Olga, The Last Grand Duchess de Ian Vorres, a sua versão da história é contada:
Quando Olga entrou no quarto, a mulher deitada na cama perguntou à enfermeira: “Ist das die Tant? [É esta a minha tia?]. “Isso”, confessou Olga, “afectou-me um pouco. Um pouco mais tarde lembrei-me que aquela mulher vivia na Alemanha há 5 anos e por isso seria natural que tivesse aprendido a língua, mas depois também me lembrei que quando a tiraram do canal em 1920, ela apenas falava alemão e isso era raro acontecer. As minhas sobrinhas não sabiam uma palavra de alemão. A Senhora Anderson não parecia compreender uma única palavra de russo ou inglês, as duas línguas que as quatro irmãs tinham falado desde a infância. O francês veio um pouco mais tarde, mas nunca se falou alemão na família.
Olga continuou,
A minha adorada Anastásia tinha 15 anos quando a vi pela última vez no Verão de 1916. Ela teria 24 anos em 1925. Achei que a Senhora Anderson parecia muito mais velha do que isso. Claro que as condições de vida e de saúde prolongadas durante muito tempo poderiam ter ajudado. Mas mesmo assim as feições da minha sobrinha não se poderiam ter alterado para além de todo o reconhecimento. O nariz, a boca, os olhos, tudo era diferente.
A grã-duquesa Olga Alexandrovna salientou que as entrevistas se tornaram mais difíceis devido à atitude de Anderson. Ela recusava-se a responder a algumas perguntas e parecia zangada por estas serem feitas. Algumas fotografias dos Romanov foram-lhe apresentadas e, em algumas, ela não conseguiu reconhecer ninguém. Mais tarde a grã-duquesa Olga mostrou-lhe um pequeno ícone de São Nicolau, padroeiro da família imperial, mas Anderson tratou-o com indiferença, mostrando que aquilo não significava nada para ela.

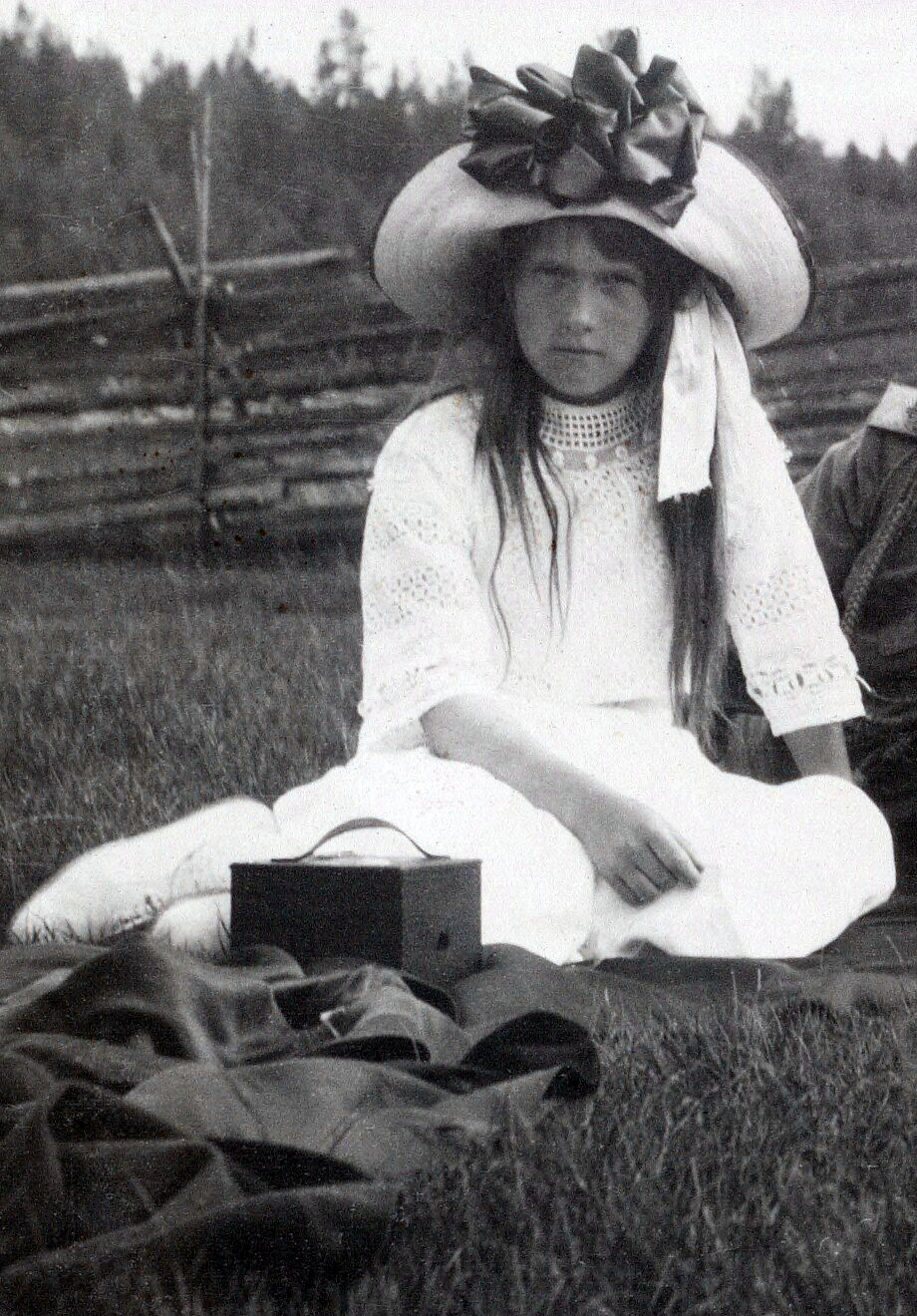
Anastásia em 1912

Aquela criança era como uma filha para mim. Assim que me sentei ao lado da cama do hospital soube que estava a olhar para uma estranha. Tinha deixado a Dinamarca com alguma esperança no coração, mas deixei Berlim com toda essa esperança extinta.
Olga Alexandrovna ofereceu uma explicação e clarificação de uma das famosas “memórias” de Anderson:
Os erros que ela cometia não poderiam de todo ser atribuídos a lapsos de memória. Por exemplo, ela tinha uma cicatriz num dedo e insistia perante toda a gente que ele tinha sido esmagado por um cocheiro que tinha fechado a porta da carruagem demasiado depressa. E então eu finalmente lembrei-me do incidente. Foi a irmã dela, Maria, que magoou bastante a mão e isso não aconteceu numa carruagem, mas sim no comboio imperial. Obviamente alguém, tendo ouvido algo sobre o acidente, tinha treinado a Senhora Anderson para contar uma versão distorcida.
O príncipe Cristóvão da Grécia comentou sobre a visita da sua prima Olga Alexandrovna a Anna Anderson,
Mesmo quando a grã-duquesa Olga, a tia favorita dos filhos do czar, foi levada para a ver, ela não mostrou qualquer sinal de a reconhecer e não se conseguia lembrar do nome do cão que sempre fora conhecido na família.

## Segunda Guerra Mundial
No dia 9 de abril de 1940, a Dinamarca neutra foi invadida pela Alemanha nazi e consequentemente tornou-se num país ocupado durante a Segunda Guerra Mundial. Os armazéns de comida, comunicações, censura e fecho de transportes resultaram num grande grupo de dinamarqueses pobres. Os seus filhos, Tikhon e Guri serviram no exército dinamarquês antes de a Dinamarca ser invadida e, por serem dois Romanov, foram presos num campo de concentração mais liberal.
A sorte dos Romanov mudou para melhor quando a Alemanha se rendeu aos Estados Unidos, Reino Unido e União Soviética no dia 5 de maio de 1945. Quando as condições económicas da Dinamarca se recusaram a melhorar, o general Pyotr Krasnov escreveu à grã-duquesa alertando-a para as baixas condições de vida dos cidadãos na Rússia e dos emigrantes russos que viviam na Dinamarca. Olga escreveu imediatamente ao príncipe Alex da Dinamarca a falar-lhe da luta económica da Rússia e ele prometeu ajudar os pobres russos, especialmente os Cossacos.
Stalin controlava rudemente a Rússia. Ele provou ser um vizinho perigoso para a família Romanov quando enviou uma carta ao governo dinamarquês acusando a grã-duquesa e um bispo católico dinamarquês de conspiração contra o governo soviético.
Quando as tropas soviéticas se aproximaram das fronteiras dinamarquesas após a Segunda Guerra Mundial, o medo de uma tentativa de rapto ou assassinato contra os Romanov cresceu. Então a grã-duquesa decidiu mudar novamente a sua família para o outro lado do oceano, na segurança do Canadá rural.

## Vida no Canadá e morte
Quando a quinta que compraram no Canadá se tornou cada vez mais num fardo, Olga, o marido e os filhos mudaram-se para uma pequena casa em Cooksville, Ontário, um subúrbio de Toronto. Os vizinhos e visitantes da região ganharam um grande interesse nos rumores sobre “a última Romanov” que vivia no Canadá e visitavam-na frequentemente. Dignitários estrangeiros e membros das famílias reais também visitavam a sua confortável casa com um grande jardim. Esses visitantes incluíram a princesa Marina, Duquesa de Kent, filha da grã-duquesa Elena Vladimirovna da Rússia. Outros convidados notáveis incluíram a princesa Tatiana Constantinovna e o príncipe Vasil Alexandrovich.
Uma das maiores visitas ocorreu quando a rainha Isabel II, o Duque de Edimburgo, Filipe e o príncipe Carlos foram a Toronto e convidaram a grã-duquesa para o almoço a bordo do Iate Real, HMY Britannia.
Em 1951, antigos soldados do regimento de Olga reuniram-se em sua casa para celebrar o 300º aniversário da criação do mesmo. Pouco depois ela tornou-se presidente da Associação de Cadetes da Rússia Imperial no Canadá.
Depois da morte do marido em 1958, Olga ficou demasiado doente para tomar conta de si e mudou-se para a casa de amigos russos emigrados no Canadá que ficava em cima de um salão de beleza em Toronto. Aí ela podia ouvir a confortável língua da sua infância e cheirar e provar a comida do passado.
Morreu no dia 24 de novembro de 1960 com 78 anos de idade. Foi enterrada ao pé do marido no Cemitério York em Toronto, Ontário, Canadá. No funeral da última grã-duquesa da Rússia participaram muitos emigrantes bem como muitos amigos que ela tinha feito no seu novo país. Os Cadetes Imperiais Russos fizeram uma vigília e uma guarda de honra que durou dois dias. O “New York Times” fez manchete da sua morte nos obituários, mas, em vez de colocarem a sua fotografia, colocaram a da sua sobrinha Olga Nikolaevna. Muitas pessoas foram ao funeral, mas nenhum Romanov.
Olga é lembrada na cidade pelas instituições de caridade que fundou.